# Grand River (Dakota del Sud)
Il Grand River è un affluente del fiume Missouri, sito nel Nord e Sud Dakota, negli Stati Uniti. La lunghezza del ramo combinato è di 110 miglia (177 km). Con la sua lunga biforcazione, la sua lunghezza è di circa 200 miglia (320 km).
È formato dalla confluenza del North Fork (che sorge nel Nord Dakota) e dalla più lunga South Fork (che sorge nel Sud Dakota), nel nord-ovest del Sud Dakota vicino a Shadehill, Contea di Perkins, a sua volta vicino ai diversi pacchetti del Grand River National Grassland. Scorre ad est, attraverso la Standing Rock Indian Reservation e si unisce al Missouri nel Lago Oahe, a circa 10 miglia (16 km) a nord-ovest di Mobridge. Sotto 15 miglia (25 km), il fiume forma un braccio del bacino del Lago Oahe.
Attraverso una delle biforcazioni del Grand River sono state teatro, nel 1823, di un attacco da parte di un grizzly ai danni del pioniere americano Hugh Glass.